# Iris Cabral
Iris María Cabral (Rocha, 6 de diciembre de 1916 - Montevideo, el 31 de mayo de 1936) fue una periodista y militante política y social afrouruguaya.

## Vida
Fue periodista y escribió en la segunda época de la publicación Nuestra Raza, editada en Montevideo. Fue la cronista social, cargo que antes ocupara Selva Escalada. Escribía sobre diversos temas como, por ejemplo, el espacio para las mujeres en la defensa de los derechos de los afrodescendientes. En agosto de 1935, Cabral publicó una columna en la que, con motivo del festejo por los 2 años de la segunda época de la revista, reflexionabaː
Son contados los casos en que la inteligencia de la mujer negra pasa los umbrales de su casa. Hoy que los derechos se reparten por igual para el hombre que para la mujer, que el camino para el estudio es libre; ¿por qué no preocuparse un poco más de la cultura?
Podemos contar con educacionistas, farmaceúticas, en fin, pero muy pocas o ninguna son las que, encauzadas en el estudio, han ido hacia la ciencia o el poder. Y hoy que tenemos esta obra que podemos expresar nuestros pensamientos y donde encontraremos siempre un eco de simpatía y una palabra de aliento, ¿por qué no cooperar en ella, para poder ayudar también a hacer más fuerte este lazo entre la colectividad?
Hazlo, mujer negra, y habremos dado un paso más hacia la cultura.
En abril de 1936, Iris Cabral y Maruja Pereyra participaron del primer Congreso Nacional de Mujeres de Uruguay, organizado por la Unión Femenina contra la guerra, en representación de la sección femenina del Comité de la Raza Negra contra la guerra y el fascismo. Una de las propuestas de Cabral fue la creación del primer sindicato de empleadas domésticas, propuesta aprobada unánimemente por las asistentes al Congreso.
 

En las noticias sobre su fallecimiento, sucedido el 31 de mayo de 1936, se remarca que fue inesperado. Pereyra le dedicó las siguientes palabras en el número de Nuestra raza en el que se informa su muerteː
Fue ejemplo de nuestra juventud, dio toda a su raza. Todo cuanto dijera de ella, de sus méritos, resultaría pálido reflejo comparado con la realidad. Quizaz (sic) por ser demasiado buena, Dios nos la llevó hacia un mundo mejor.